# 千葉進歩
千葉 進歩（ちば すすむ、1970年9月13日 - ）は、日本の男性声優。神奈川県出身。大沢事務所所属。
代表作に『キューティーハニーF』（早見青児）、『ヒカルの碁』（藤原佐為）、『きらりん☆レボリューション』（村西社長）、『銀魂』（近藤勲）、『彩雲国物語』（柴彰）、『ヴァンパイア騎士』（一条拓麻）、『戦場のヴァルキュリア』（ウェルキン・ギュンター）などがある。

## 来歴
以前はミューコーポレーションに所属していた。
大学時代、それまで野球一筋だったが、何か別のことをやってみようと演技に興味があったことからプロダクションに所属する。プロダクションでは芝居の基礎的なことを勉強したが、役者を目指して演技を学ぶというよりは仲間と一緒に「ワイワイやるのが楽しい」気持ちが強かったという。プロダクションのレッスンでは物足りなくなり、有志を募って勉強会を開くようになる。この時点ではまだ演技と仕事は「別モノ」と考えていた。
本格的に声優を職業として意識するようになったのは、ナレーションの仕事を多く手がける大沢事務所に移籍してからである。初仕事はCMのナレーション。

## 人物
印象に残っている役は、テレビアニメ『ヒカルの碁』で演じた藤原佐為。もともと原作を読んでいたためアニメ化の一報で、「誰がどの役をやるんだろう」と思っていたところにオーディションがあり、気がつけば佐為を演じることになっていて「不思議な感覚」だったという。佐為を演じることに意気込みをもって臨んでいたが、その一方で「自分の役ではない」ように感じていた。アニメの再放送を観ても自分の声ではない感覚があり、佐為は「実体のない存在」という役柄だったが、「僕もそのような感覚」だったという。

## 出演
太字はメインキャラクター。

### テレビアニメ
1997年
- キューティーハニーF（1997年 - 1998年、早見青児）
- 金田一少年の事件簿（1997年 - 2015年、水島一夫、六波羅和馬、御手洗幸男、リー刑事 他） - 3シリーズ
- さくらももこ劇場 コジコジ（1997年 - 1999年、ブヒブヒ、田中太郎）
- 超特急ヒカリアン（E2ジェット、ワイドビューひだ、土佐電鉄）

1998年
- 吸血姫美夕（敏宏）
- serial experiments lain（運送屋のバイト、警官）
- センチメンタルジャーニー（松岡慎吾、男子生徒B）
- DTエイトロン（ガフ隊員C、リターナー）
- TRIGUN（チンペー、助手、係員 他）
- Bビーダマン爆外伝（メトロボン）
- LEGEND OF BASARA（飛車、座員、男、海賊 他）

1999年
- A.D.POLICE（佐々木健児）
- KAIKANフレーズ（TOWA〈佐久間和斗〉）
- 神風怪盗ジャンヌ（1999年 - 2000年、名古屋稚空 / 怪盗シンドバット）
- 人形草紙あやつり左近（杉山久志）
- セラフィムコール（秀一）
- To Heart（先生）
- 仙界伝 封神演義（楊戩）
- 小さな巨人ミクロマン（ゲル）
- デジモンアドベンチャー（八神進）
- 星界の紋章（クファディス）
- 名探偵コナン（1999年 - 2024年、田宮刑事、城戸慶彦、鳥光裕、仲根、ミスター・マウス、漣諒一、秋村準）
- GREGORY HORROR SHOW（1999年 - 2000年、ブラックダック1号、ジャッジメントボーイ研修生1、3） - 3シリーズ

2000年
- 妖しのセレス（御景明 / 始祖）
- 幻想魔伝 最遊記（よう水）
- アニメまんざい（宇佐美勝春）
- Sci-Fi HARRY（ジョン・メイフィールド）
- STRANGE DAWN（ダール、仮面隊長）
- 星界の戦旗（2000年 - 2001年、クファディス） - 2シリーズ
- ゾイド -ZOIDS-（グレン）
- 地球防衛企業ダイ・ガード（柘植）
- ポケットモンスター（2000年 - 2002年、シンゴ、ワタル）
- ドキドキ♡伝説 魔法陣グルグル（シュナーベル）
- NieA_7（ジェロニモ本郷）
- 魔術士オーフェン Revenge（船員）
- 女神候補生（ヒイード・グナー）

2001年
- オフサイド（太田）
- 機動天使エンジェリックレイヤー（智）
- 仰天人間バトシーラー（怪盗王子 / 怪傑大王）
- 鋼鉄天使くるみ2式（木月ゆたか、エージェント）
- ココロ図書館（サン・ジョルディ）
- シャーマンキング（緊縛上等、サベージ・パン、ピノ・グレアム、カフラー、ブルーシャトー、ジンク）
- 週刊ストーリーランド（辰巳）
- SAMURAI GIRL リアルバウトハイスクール（獅子倉達哉）
- ゾイド新世紀スラッシュゼロ（レオン・トロス、セバスチャン）
- 地球少女アルジュナ（リポーター）
- デジモンテイマーズ（山木満雄）
- 爆転シュート ベイブレード（コチャン）
- ヒカルの碁（2001年 - 2003年、藤原佐為、ヒカルの父）
- ポケットモンスタークリスタル ライコウ雷の伝説（バクフーン）

2002年
- アクエリアンエイジ Sign for Evolution（リュウセイ）
- アソボット戦記五九（シリウス、マリオ弟）
- キディ・グレイド（ユスフ）
- 激闘!クラッシュギアTURBO（ラルフ・ヴェンダース）
- サイボーグ009 THE CYBORG SOLDIER（サイード）
- SAMURAI DEEPER KYO（真田信幸）
- 天地無用! GXP（ラジャウ・ガ・ワウラ、ガイズ艦部下）
- 爆闘宣言ダイガンダー（ギンザン）
- ヒートガイジェイ（ロメオ・ビスコンティ）
- フルメタル・パニック!（クガヤマ・タクマ）
- 魔王ダンテ（宇津木涼）
- ロックマンエグゼ シリーズ（2002年 - 2006年、風吹アラシ、エアーマン、メタルマン、ハンター、ファントムメタルマン） - 4シリーズ

2003年
- ASTRO BOY 鉄腕アトム（シブガキ、男、ブラボー）
- ウルトラマニアック（辻合宏基、カラスのシロ）
- L/R -Licensed by Royal-（バリィ）
- カレイドスター（ユーリ・キリアン）
- 探偵学園Q（2003年 - 2004年、郷田京助、黒住亮、村雨紫音）
- 超ロボット生命体トランスフォーマー マイクロン伝説（ジェットファイヤー、ランページ）
- DEAR BOYS（保科唯人）
- ぽぽたん（司会者）
- 妄想科学シリーズ ワンダバスタイル（マイケル花形）
- らいむいろ戦奇譚（ラスプーチン）
- トキ この地球（ほし）の未来を見つめて（若者、御付き2、若王、足軽、かごやA、猟師D）

2004年
- アガサ・クリスティーの名探偵ポワロとマープル（ハーバー）
- 犬夜叉（牛頭）
- SDガンダムフォース（武者頑駄無爆熱丸）
- 陰陽大戦記（ウジヤマ）
- かいけつゾロリ（フレッチ、看守、宇宙人）
- GANTZ（稲森貴史）
- 北へ。〜Diamond Dust Drops〜（王子）
- 機動戦士ガンダムSEED DESTINY（アマギ）
- げんしけん（2004年 - 2007年、タカシ、小野寺竜二） - 2シリーズ
- スクールランブル（神津正弘）
- NARUTO -ナルト-（鬼童丸）
- 爆裂天使（一門寺早男、ピアス男）
- B-伝説! バトルビーダマン（2004年 - 2005年、丈鉄之介） - 2シリーズ
- 光と水のダフネ（トニー・ロン）
- BLEACH（一之瀬真樹、草鹿のブル、俗物な地縛霊）
- 冒険王ビィト（クルス）
- ポケットモンスター アドバンスジェネレーション（イワシミズ、ワタル）
- 勇午 〜交渉人〜（小暮蛉一）

2005年
- IGPX（フランク・ブレット）
- アイシールド21（釜田玄奘）
- うえきの法則（キルノートン）
- 金色のガッシュベル!!（ロデュウ、ギャロン）
- 甲虫王者ムシキング 森の民の伝説（シド）
- 地獄少女（2005年 - 2017年、深沢芳樹、上坂六郎） - 3シリーズ
- 好きなものは好きだからしょうがない!!（本城祭）
- 創聖のアクエリオン（バロン）
- ディノブレイカー（タック・カーター）
- トランスフォーマー ギャラクシーフォース（ノイズメイズ、ティム〈第26話から〉）
- トリニティ・ブラッド（ザクレブ伯エンドレ・クーザ）
- パタリロ西遊記!（銀角）
- BLACK CAT（エミリオ＝ロウ、プレタ＝グール）
- ボボボーボ・ボーボボ（薔薇百合菊之丞）
- MÄR-メルヘヴン-（ロラン）

2006年
- エンジェル・ハート（槇村〈青年〉）
- きらりん☆レボリューション（2006年 - 2009年、村西社長、社員・黒丸） - 2シリーズ
- 銀魂（2006年 - 2018年、近藤勲、バブルス王女、長老、ゴリさん） - 4シリーズ
- 彩雲国物語（柴彰）
- 獣王星（挑戦者、野童）
- ゼーガペイン（僧）
- 天保異聞 妖奇士（市野の同輩）
- NANA（倉田稔）
- 働きマン（藤田）
- 祝!(ハピ☆ラキ)ビックリマン（火消し助六、火炎魔動、火除け如来）
- 武装錬金（陣内）
- まじめにふまじめ かいけつゾロリ（宇宙人）
- 夜明け前より瑠璃色な-Crescent Love-（朝霧達哉）
- 吉永さん家のガーゴイル（怪盗百色）

2007年
- Yes!プリキュア5（青年）
- かみちゃまかりん（九条教授）
- 鋼鉄神ジーグ（美角鏡）
- GR-GIANT ROBO-（フレッド・チャン）
- 神曲奏界ポリフォニカ（エルベリオ）
- 逮捕しちゃうぞ フルスロットル（弁護士）
- デジモンセイバーズ（ロードナイトモン）
- BACCANO! -バッカーノ!-（ヒューイ・ラフォレット）
- ヒロイック・エイジ（ロム・ロー）
- MOONLIGHT MILE 2ndシーズン -Touch down-（張）
- 湾岸ミッドナイト（富永公）

2008年
- ヴァンパイア騎士（一条拓麻） - 2シリーズ
- 鉄のラインバレル（菅原マサキ、不良A）
- ケロロ軍曹（2008年 - 2009年、大橋社長、スピリッツ）
- ゴルゴ13（若い男〈役者〉）
- 屍姫 赫（光良）
- 純情ロマンチカ シリーズ（2008年 - 2015年、津森） - 2シリーズ
- 西洋骨董洋菓子店 〜アンティーク〜（犯人）
- 二十面相の娘（ハンス）
- 魔人探偵脳噛ネウロ（チャランゴ・クワバタケ）

2009年
- 07-GHOST（カストル）
- 戦場のヴァルキュリア（ウェルキン・ギュンター）
- Phantom 〜Requiem for the Phantom〜（レイモンド・マグワイヤ）

2010年
- えむえむっ!（吉岡）
- ケシカスくん（下敷き〈下じき〉、エリートシャープペン）
- 極上!!めちゃモテ委員長 セカンドコレクション（梶谷雄哉）
- 聖痕のクェイサー（2010年 - 2011年、ユーリ＝野田） - 2シリーズ
- セキレイ〜Pure Engagement〜（浅間建人）
- ダンス イン ザ ヴァンパイアバンド（久世遼平）
- テガミバチ（2010年 - 2011年、ハント） - 2シリーズ
- ハートキャッチプリキュア!（小畑）

2011年
- セイクリッドセブン（ルリの父）
- ダンボール戦機（2011年 - 2013年、大口寺リュウ、大会MC、シーカー隊員、キッド、ヒカルの父） - 3シリーズ
- NARUTO -ナルト- 疾風伝（2011年 - 2012年、サビル、鬼童丸）
- プリティーリズム・オーロラドリーム（滝川純）
- メタルファイト ベイブレード 4D（2011年 - 2012年、アグマ）

2012年
- イナズマイレブンGO クロノ・ストーン（2012年 - 2013年、坂本龍馬）
- エリアの騎士（心臓外科医）
- 境界線上のホライゾンII（ジョン・ホーキンス）
- 好きっていいなよ。（めいの父）
- 超訳百人一首 うた恋い。（文屋康秀）
- トリコ（2012年 - 2013年、料理人、シュウ）
- プリティーリズム・ディアマイフューチャー（滝川純、プリズムエース、ビビ、消防士）

2013年
- カードファイト!! ヴァンガード シリーズ（2013年 - 2020年、内藤タテワキ〈会長〉） - 6シリーズ
- 革命機ヴァルヴレイヴ（北川ミツトシ）
- ガンダムビルドファイターズ（チナの父）
- 銀河へキックオフ!!（ペルロ）
- 進撃の巨人（エルド・ジン）
- ちはやふる2（鈴木真太、鈴木奏太、観客、富士崎部員）
- ファンタジスタドール（清水潔）
- プリティーリズム・レインボーライブ（彩瀬龍之介）
- 遊☆戯☆王ZEXAL II（マッハ）

2014年
- 白銀の意思 アルジェヴォルン（イズミ・シズマ）
- マジンボーン（ベントーザ）
- 魔法科高校の劣等生（千葉修次）

2015年
- アルスラーン戦記（ガーデーヴィ）
- アルドノア・ゼロ（マリルシャン） - 2025年に総集編『アルドノア・ゼロ（Re+）』劇場上映
- 進撃!巨人中学校（エルド・ジン）
- それが声優!（ディレクター、ボサツオンラジオディレクター）

2016年
- Re:ゼロから始める異世界生活（父親） - 2020年に第1期新編集版が放送
- アクティヴレイド -機動強襲室第八係- 2nd（白根）

2017年
- タイムボカン24（近藤勇）
- 鬼平（磯太郎）
- “栄光なき天才たち”からの物語（日本水泳連盟・理事A）
- オトッペ（2017年-2023年 、メタルク、グラストン）
- Fate/Apocrypha（ハーゲン）
- 異世界食堂（エドモンド）
- ナイツ&マジック（クリストバル・ハスロ・ジャロウデク）

2018年
- アイドリッシュセブン（2018年 - 2023年、小鳥遊音晴） - 4シリーズ
- SPIRITPACT -黄泉の契り-（神龍昔仁）
- ダメプリ ANIME CARAVAN（悪霊）
- デビルズライン（落合慶司）
- 千銃士（恭遠・グランバード）
- 抱かれたい男1位に脅されています。（門倉努）

2019年
- KING OF PRISM -Shiny Seven Stars-（司会、G.o.d. II）
- 炎炎ノ消防隊（2019年 - 2026年、ミラージュ） - 4シリーズ

2020年
- ポケットモンスター（2020年 - 2022年、ワタル）
- デカダンス（ムロ）

2021年
- 鬼滅の刃 無限列車編（鎹鴉）
- デジモンゴーストゲーム（ヨウコモン）

2022年
- ふしぎ駄菓子屋 銭天堂（向井久司）
- 虫かぶり姫（ベルンシュタイン侯爵）

2023年
- 贄姫と獣の王（先代アヌビス）
- アークナイツ（2023年 - 2025年、Scout） - 2シリーズ

2024年
- 治癒魔法の間違った使い方（セルジオ）
- 最弱テイマーはゴミ拾いの旅を始めました。（シファル）

2025年
- 中禅寺先生物怪講義録 先生が謎を解いてしまうから。（伊佐間一成）
- 3年Z組銀八先生（近藤勲）

### 劇場アニメ
1997年
- キューティーハニーF（早見青児）

2001年
- メトロポリス

2002年
- デジモンテイマーズ 暴走デジモン特急!（山木満雄）

2004年
- 劇場版ポケットモンスター アドバンスジェネレーション 裂空の訪問者 デオキシス（大山）

2010年
- 劇場版 銀魂 新訳紅桜篇（近藤勲）

2013年
- 劇場版 銀魂 完結篇 万事屋よ永遠なれ（近藤勲）

2015年
- ハーモニー

2017年
- KING OF PRISM -PRIDE the HERO-（MCタック）

2018年
- デジモンアドベンチャー tri. 第6章「ぼくらの未来」（太一の父）

2020年
- 泣きたい私は猫をかぶる（笹木洋治）

2021年
- 銀魂 THE FINAL（近藤勲）
- 劇場版オトッペ パパ ・ドント・クライ（メタルク、グラストン）

2024年
- 機動戦士ガンダムSEED FREEDOM（アマギ）
- KING OF PRISM -Dramatic PRISM.1-（司会）

### OVA
1996年
- 銀河英雄伝説

1998年
- YU-NO（有馬たくや）
- エルフ版 下級生 あなただけを見つめて…（長瀬トオル）
- ONE PIECE 倒せ!海賊ギャンザック（村人）

2000年
- 天使禁猟区（ロシエル）
- 炎のらびりんす（加賀美伊達ノ進）

2001年
- 頭文字D Extra Stage インパクトブルーの彼方に…

2002年
- こすぷれCOMPLEX（万代五郎）
- ふたりエッチ（吾郎）

2004年
- カレイドスター 新たなる翼 -EXTRA STAGE-（ユーリ・キリアン）
- 機動戦士ガンダム MS IGLOO（ジオン学徒兵）
- コゼットの肖像（加藤直樹）
- 宇宙交響詩メーテル 銀河鉄道999外伝（ランパー、機械化兵A）
- 爆裂天使 -inginity-（ピアス男）
- らいむいろ戦奇譚 南国夢浪漫（ラスプーチン）

2005年
- 銀魂「何事も最初が肝心なので多少背伸びするくらいが丁度良い」（近藤勲）
- 聖闘士星矢 冥王ハーデス冥界編（ルネ）
- パパとKISS IN THE DARK（日野一樹）
- V・B・ローズ（大原誠）※『花とゆめ』2005年 応募者全員サービス

2006年
- カレイドスター Legend of phoenix 〜レイラ・ハミルトン物語〜（ユーリ・キリアン）

2008年
- 劇場版銀魂 〜白夜叉降誕〜 予告篇（近藤勲）
- switch（鹿山）

2009年
- アドリブ王子（王子）
- 百日の薔薇（タキ・レイゼン）

2010年
- こえでおしごと!（日置長俊）
- “文学少女”メモワールI -夢見る少女の前奏曲-（佐々木）

2011年
- 戦場のヴァルキュリア3 誰がための銃瘡（ウェルキン・ギュンター）
- ゼクトバッハ オリジナルアニメーション 第1章 シャムシールの舞（アキル）

2014年
- 銀魂「布団に入ってから拭き残しに気付いて寝るに寝れない時もある」（近藤勲）※コミックス第58巻DVD同梱版
- 絶滅危愚少女 Amazing Twins（ハスドウ）
- WILD ADAPTER（小宮信夫）

2016年
- 銀魂° 愛染香篇（近藤勲）※コミックス第65巻・第66巻DVD同梱版

2021年
- 魔法使いの嫁 西の少年と青嵐の騎士（ガブリエル父）※コミックス第16巻アニメーションDVD付き特装版

### Webアニメ
- 亡念のザムド（2008年、テシケの百年）
- モンストアニメ（2017年、占い師）
- 7SEEDS（2019年、猿渡貞夫）
- 銀魂 〜モンスターストライク編〜（2019年、近藤勲）
- 銀魂 THE SEMI-FINAL 真選組篇（2021年、近藤勲）

### ゲーム
1998年
- ファンタスティックフォーチュン（イーリス・アヴニール）

1999年
- いつか、重なりあう未来へ（アシッド・ガーニィ）

2000年
- さくらももこ劇場 コジコジ（ブヒブヒ）
- 仙界大戦〜TVアニメーション仙界伝封神演義より〜（楊戩）
- Never7 -the end of infinty-（飯田億彦）
- 婆裟羅（真田幸村、黒田長政）
- 麻雀やろうぜ!２（鉄壁保、極限堂静流）
- Microsoft Combat Flight Simulator2 （日本版キャンペーン ナレーション）

2001年
- エヴァーグレイス2（ユテラルド）
- 王子さまLV1（セレスト・アーヴィング）
- グローランサーII（カーマイン・フォルスマイヤー）
- ゴエモン 新世代襲名!（ハンゾウ）
- 仙界通録正史〜TVアニメーション仙界伝封神演義より〜（楊戩）
- Fragrance Tale（アドル）

2002年
- 王子さまLV1.5（セレスト・アーヴィング）
- 神無ノ鳥（真部章仁）
- ギガンティック ドライブ（主人公2）
- ZOIDS VS.（ライナー・グラナート）
- ダーククロニクル（青年クレスト、オズモンド、ザック）
- ヒカルの碁 平安幻想異聞録（藤原佐為）
- ヒカルの碁2（藤原佐為）
- ヒカルの碁 院生頂上決戦（藤原佐為）
- ライジンピンポン（ドラゴン）

2003年
- SOCOM: U.S. NAVY SEALs（ジェスター）
- バテン・カイトス 終わらない翼と失われた海（レイドカーン）
- 薔薇ノ木ニ薔薇ノ花咲ク（日向要）
- 薔薇ノ木ニ薔薇ノ花咲ク ファンディスク（日向要）
- ヒカルの碁3（藤原佐為）

2004年
- 王子さまLV2（セレスト・アーヴィング）
- 烈火の炎 FINAL BURNING（蛭湖、砕羽）

2005年
- キノの旅II -the Beautiful World-（相棒）
- サモンナイトエクステーゼ 夜明けの翼（レオン）
- テイルズ オブ レジェンディア（ウィル・レイナード）
- NARUTO -ナルト- 激闘忍者大戦!4（鬼童丸）
- NARUTO -ナルト- ナルティメットヒーロー3（鬼童丸）
- メルヘヴン ÄRM FIGHT DREAM（ロラン）
- ワイルドアームズ ザ フォースデトネイター（クルースニク・アートレイデ）

2006年
- 機動戦士ガンダム Target in Sight（ジオン司令官）
- 銀魂でぃ〜えす・万事屋大騒動!（近藤勲）
- 銀魂 銀時vs土方!? かぶき町銀玉大争奪戦!!（近藤勲）
- シークレット オブ エヴァンゲリオン（若岳ミツル）
- デジモンセイバーズ アナザーミッション（レナモン）
- 薔薇ノ木ニ薔薇ノ花咲ク -Das Versprechen-（日向要）
- モンスターキングダム・ジュエルサモナー（ヴァイス）

2007年
- オーディンスフィア（オズワルド）
- GALAXY ANGEL II 無限回廊の鍵（タピオ・カー）
- きらりん☆レボリューション めざせ!アイドルクイーン（村西社長）
- 銀魂 銀玉くえすと 銀さんが転職したり世界を救ったり（近藤勲）
- 銀魂 銀さんと一緒! ボクのかぶき町日記（近藤勲）
- 銀魂 万事屋ちゅ〜ぶ ツッコマブル動画（近藤勲）
- シークレット オブ エヴァンゲリオン ポータブル（若岳ミツル）
- スイングゴルフ パンヤ 2ndショット!（キューマ）
- ASH -ARCHAIC SEALED HEAT-（アイテマー）

2008年
- 戦場のヴァルキュリア（ウェルキン・ギュンター）
- 「っポイ!」 ひと夏の経験!?（花島田英達）
- 乃木坂春香の秘密 こすぷれ、はじめました♥（長谷部隼人）
- ひぐらしのなく頃に絆 想（藤田慎吾）
- プティフール（シャルル・栗林）

2009年
- ヴァンパイア騎士 DS（一条拓麻）
- セイクリッドブレイズ -SACRED BLAZE-（ティフェレイ）
- 蒼天の彼方（劉瑯）

2010年
- Another Century's Episode:R（クガヤマ・タクマ）
- エストポリス（アーティ）
- 金色のコルダ3（円城寺阿蘭）
- 戦場のヴァルキュリア2 ガリア王立士官学校（ウェルキン・ギュンター）
- 探偵オペラ ミルキィホームズ（神津玲）
- ときめきメモリアル Girl's Side 3rd Story（紺野玉緒）
- トトリのアトリエ 〜アーランドの錬金術士2〜（マーク・マクブライン）
- PSP版薔薇ノ木ニ薔薇ノ花咲ク（日向要）
- ラストランカー（ポッド）

2011年
- 死神と少女（桐島七葵）
- 戦場のヴァルキュリア3（ウェルキン・ギュンター）
- テイルズ オブ エクシリア（ユルゲンス）
- テイルズ オブ ザ ワールド レディアント マイソロジー3（ウィル・レイナード、ヒーローボイス）
- パンドラの塔 君のもとへ帰るまで（エンデ）

2012年
- イナズマイレブンGO2 クロノ・ストーン ネップウ/ライメイ（坂本龍馬）
- 探偵オペラ ミルキィホームズ 2（神津玲）
- テイルズ オブ エクシリア2（ユルゲンス）
- ときめきメモリアル Girl's Side Premium 〜3rd Story〜（紺野玉緒）
- トトリのアトリエPlus 〜アーランドの錬金術士2〜（マーク・マクブライン）
- NARUTO -ナルト- 疾風伝 ナルティメットストームジェネレーション（鬼童丸）
- Phantom -PHANTOM OF INFERNO-(Xbox 360版)（レイモンド・マグワイヤ）

2013年
- 境界線上のホライゾン PORTABLE（ジョン・ホーキンス）
- 銀魂のすごろく（近藤勲）
- スーパーロボット大戦UX（菅原マサキ）
- トリコ グルメガバトル!（シュウ）

2014年
- 第3次スーパーロボット大戦Z 時獄篇（クガヤマ・タクマ）
- NARUTO -ナルト- 疾風伝 ナルティメットストームレボリューション（鬼童丸）

2015年
- アルスラーン戦記×無双（ガーデーヴィ）
- ひぐらしのなく頃に粋（藤田慎吾）
- アイドリッシュセブン（小鳥遊音晴）

2016年
- オーディンスフィア レイヴスラシル（オズワルド）
- 進撃の巨人（エルド・ジン）
- チェインクロニクル（ウェルキン）

2018年
- 銀魂乱舞（近藤勲）
- 進撃の巨人2（エルド・ジン、主人公・男・タイプ2）
- THE KING OF FIGHTERS ALLSTAR（近藤勲）
- 戦場のヴァルキュリア4（ウェルキン・ギュンター） - DLC追加キャラクター
- 千銃士（恭遠・グランバード)

2019年
- 快感♥フレーズ CLIMAX -NEXT GENERATION-（佐久間和斗）
- 金色のガッシュベル!! Golden Memories（ロデュウ）

2020年
- 共闘ことばRPG コトダマン（近藤勲）
- スーパーロボット大戦DD（クガヤマ・タクマ）
- テイルズ オブ ザ レイズ（ウィル・レイナード）
- クイズRPG 魔法使いと黒猫のウィズ（近藤勲）

2021年
- ぷよぷよ!!クエスト（近藤勲）
- LoverPretend（花井隆也）
- スーパーロボット大戦30（クリストバル・ハスロ・ジャロウデク）
- 千銃士:Rhodoknight（恭遠・グランバード）

2023年
- 東京放課後サモナーズ（グランガチ、シャマシュ）

### 吹き替え

#### 担当俳優
ジェイミー・バンバー
- 女刑事マーチェラ（ティム・ウィリアムソン）
- GALACTICA/ギャラクティカ（リー・アダマ / アポロ大尉）
- NUMB［ナム］ 極限の争奪戦（ウィル）
- LAW & ORDER:UK（マット・デブリン）

#### 映画
- シスターズ（ヌイ）
- ジュマンジ/ウェルカム・トゥ・ジャングル（アレックス〈コリン・ハンクス〉[73]）
- ジュマンジ/ネクスト・レベル（アレックス〈コリン・ハンクス〉）
- チアーズ!2（グレッグ）
- デュアル・マトリックス（ヴィンセント）
- ファンタスティック4:ファースト・ステップ[74]
- ヘイロー: ナイトフォール（ホリガン）
- ムーンフォール（ハッチングス〈スティーヴン・ボガート〉[75]）
- モータル・コンバット（ジョニー・ケイジ〈リンデン・アシュビー〉）※DVD・BD版
- ルール2（トレヴァー〈マシュー・デイビス〉）

#### ドラマ
- エレメンタリー2 ホームズ&ワトソン in NY #20（バート・マクレントシュ〈ギャレット・ディラハント〉）
- CSI:4 科学捜査班 #22
- CSI:8 科学捜査班 #13
- ボーイ・ミーツ・ワールド（エリック・マシューズ）
- 名探偵モンク3 #13（タクシードライバー）

#### アニメ
- ジャスティス・リーグ（フラッシュ / ウォーリー・ウェスト）
- バービーとペガサスの魔法（エイダン）

### 実写
- Super Stylish Doctors Story
  - S.S.D.S 御名刺代わり（オーディオコメンタリーにも出演）
  - S.S.D.S 初夏の診察会
  - S.S.D.S. 秋の大診察会
  - S.S.D.S. 2007 秋の診察会
  - S.S.D.S 初冬の診察会2008
  - S.S.D.S 贅沢診察会
  - S.S.D.S 魅惑の診察会
- セイント・ビーストOthers プルミエール パーティ
- EVENT DVD アニメ 07-GHOST〜あなたに神のご加護を〜
- 花の声優界! スター☆ボウリング 第4弾（シークレットゲスト）
- ときめきメモリアル Girl's Side DAYS 2013 デートに行こう！
- ときめきメモリアル Girl's Side DAYS 2014 〜White Date〜
- 声優生電話（NOTTV：2012年11月27日、ゲスト）

### 特撮
- 幻星神ジャスティライザー（2004年、デストコマンド・ツインズナイト兄の声）
- トミカヒーロー レスキューファイアー（2009年、三幹部ウカエンの声）
- 王様戦隊キングオージャー（2023年、ダイヤモンドダンジームの声）

### テレビドラマ
- 天までとどけ 5 - 7（井元）
- NHK BSプレミアム4K プレミアムドラマ 舟を編む 〜私、辞書つくります〜 (副音声)

### ラジオ
- ヴァンパイア騎士 黒主学園放送部（音泉、週替わりパーソナリティ）
- WEB S.S.D.S. 愛の解体新書（ランティスウェブラジオ）
- セイント・ビースト ケダモノたちのHEAVEN'S PARTY（アニメイトTV）
- 戦場のヴァルキュリア GBS第7小隊分局（アニメイトTV、2009年4月 - 2009年12月）

### デジタルコミック
- 「フルーツバスケット」音声入りまんがDVD〜旅立ちの日、再び〜（2012年、草摩紅野） - 『花とゆめ』24号応募者全員サービス

### CD

#### ドラマCD
- AGNOIA ドラマCD I - III（藤宮優真）
- あひるの王子さま（高村先生）
- イースII 〜天空の失楽園〜（サダ）
- 異界繁盛記 ひよこや商店 第一・二巻（壱也・カイルの父）
- varnish〜キレイのサプリ〜 1 - 3（二階堂歩）
- Weiß kreuz Dramatic Precious 3rd STAGE HOPELESS ZONE（空蝉）
- ヴァンパイア騎士（一条拓麻）
- 俺たちのステップ シリーズ（叶家夢児）
  - 俺たちのステップ STEP-1 〜激怒と号泣、そして爆笑!〜
  - 俺たちのステップ STEP-2 〜俺たち、もう笑うしかないだろう!〜
  - 俺たちのステップ STEP-3 〜お願い… 笑って、許して!〜
  - 俺たちのステップ STEP-4 〜俺たち、笑ってる場合じゃない!〜
- カオシックルーン（先生）
- 革命の日（神明和季）
  - 続・革命の日（神明和季）
- 〜鏡花あやかし秘帖〜 夜叉の恋路（六車亮介）
- きらきら馨る もうすぐ入内篇 シリーズ（早生）
- 金色のコルダ3 SS(スクールシリーズ) III 〜神南〜（円城寺阿蘭）
- グローランサー（カーマイン）
- クロノクルセイド I - III（クロノ〈トゥルース〉）
- クロム・ブレイカー（タカセ）
- 月華佳人 I・II（飛柳）
- こすぷれCOMPLEX 萌えて・チャコってコスプレ部（万代五郎）
- 最弱テイマーはゴミ拾いの旅を始めました。ドラマCD（シファル）[76]
- SAMURAI DEEPER KYO シリーズ（椎名望）
  - SAMURAI DEEPER KYO 陰陽殿への扉編 第壱巻 『悪魔の眼』
  - SAMURAI DEEPER KYO 陰陽殿への扉編 第弐巻 『氷炎の侍』
  - SAMURAI DEEPER KYO 陰陽殿への扉編 第参巻 『天翔麒麟』
- されど罪人は竜と踊る（ヘロデル）
- 三千世界の鴉を殺し（ニコラルーン・マーベリック）
- 死神と少女 シリーズ（桐島七葵）
  - 予約特典ドラマCD『白ずきんちゃん』
  - 予約特典ドラマCD『死神と黒猫』
  - 予約特典ドラマCD『蒼さんで遊ぼう』
- 純真ミラクル100%（工藤マネージャー）
- 神牌演義アナザー（桐野利春、周凍）
- 真・女神転生III-NOCTURNE（嘉嶋尚紀）
- 親友 〜Dear Friends〜 シリーズ（サトル）
  - 親友 〜Dear Friends〜
  - 親友 〜Dear Friends〜 The Child Day
  - 親友 〜Dear Friends〜 蝉時雨
  - 親友 〜Dear Friends〜 紅の幻影
  - 親友 〜Dear Friends〜 枯葉の輪舞
- S.S.D.S. シリーズ（日下真一郎）
  - Super Stylish Doctors Story 愛の解体新書II - IV
  - Super Stylish Doctors Story 愛の解体新書 レボリューション 1 - 3
  - Super Stylish Doctors Story 愛の時・迷宮
- 砂時計（月島藤）
- 星界 シリーズ（クファディス）
  - 星界の紋章 第III章 〜異郷への帰還〜
  - 星界の戦旗 第I - III章
  - 星界の戦旗II 第I・II章
  - 星界の断章I 〜誕生/君臨〜
- セイント・ビーストOthers シリーズ（オーディン・ロウ）
  - セイント・ビーストOthers 第1巻 「光と闇」
  - セイント・ビーストOthers 第2巻 「闇と運命」
  - セイント・ビーストOthers 第3巻 「運命と希望」
- 07-GHOST シリーズ（カストル）
  - 07-GHOST 神様に届く恋文
  - 07-GHOST〜第7区〜
  - 07-GHOST〜ミカエル〜
  - 07-GHOST〜ハウゼン家〜
  - アニメ 07-GHOST ドラマCD 第1巻
- 仙界伝 封神演義 シリーズ（楊戩）
  - 仙界伝 封神演義外伝 第弐章
  - 仙界伝 封神演義外伝 第参章
  - 仙界伝 封神演義外伝 新章
- 千銃士:Rhodoknight シリーズ（恭遠・グランバード）
  - Crossing Emotions volume II 邑田♰在坂
  - Crossing Emotions volume IV エンフィールド♰スナイダー
- 戦場のヴァルキュリア シリーズ（ウェルキン・ギュンター）
  - TVアニメーション「戦場のヴァルキュリア」ドラマCD 第一章
  - TVアニメーション「戦場のヴァルキュリア」ドラマCD 第二章
- その手をどけろ（大平竜樹）
- ゾンビ屋れい子（藤堂雄貴）
- 篁破幻草子 シリーズ（閻羅王太子・燎流）
  - 篁破幻草子 第一巻 〜宿命よりもなお深く〜
  - 篁破幻草子 第二巻 〜六道の辻に鬼の哭く〜
- Wジュリエット I・II（三浦悠斗）
- っポイ! シリーズ（花島田英達）
  - っポイ! ゲンキCD ※LaLa応募者全員サービス
  - っポイ! Go!Go!ドラマCD ※メロディ応募者全員サービス
  - っポイ!WAKU-WAKUドラマCD ※メロディ応募者全員サービス
- テイルズ オブ レジェンディア オリジナルサウンドトラック（ウィル・レイナード）
  - テイルズ オブ レジェンディア voice of character quest 1・2（ウィル・レイナード）
- 天使禁猟区 シリーズ（ロシエル）
  - 天使禁猟区 星幽界編 1 - 3
  - 天使禁猟区 形成界編 1・2
  - 天使禁猟区 創造界編 1・2
  - 天使禁猟区 神性界編 1・2
- 天高く、雲は流れ 1 - 3（パジャ）
- 東京ハードナイト（太刀花葵）
- 東山道転墜異聞（筧才蔵）
- ときめきメモリアルシリーズ
  - ときめきメモリアル 旅立ちの詩 so long 〜藤崎詩織1〜（文集委員長、進行役の先生）
  - ときめきメモリアル 旅立ちの詩 so long 〜藤崎詩織2〜（文集委員長）
  - ときめきメモリアル Girl's Side Premium 〜3rd Story〜 初回限定版同梱特典ドラマCD（紺野玉緒）
- ハード・デイズ・ナイツ（巽玲）
- 覇王♥愛人 I - III（風龍）
- ドラマCD 獏-BAKU- 第三章（ヘリオス）
- 花よりも花の如く 〜THE NOH ドラマCD〜（榊原憲人）※メロディ応募者全員サービス
- 流行り神 ドラマCD（風海純也）

- ヒカルの碁 シリーズ（藤原佐為）
  - ヒカルの碁 ドラマアルバム「ヒカルの碁 -それぞれの季節-」
  - ヒカルの碁 ドラマアルバム2「ヒカルの碁 流れゆく情景 -おもいで-」

- ひなたの狼 -新選組綺談-（沖田総司）
- プティフール シリーズ（シャルル栗林）
  - プティフール ドラマCD 〜黄金のクロケット〜
  - プティフール ドラマCD 〜湯煙旅情に咲く火花〜
- ミルククラウン（凪勇流）
- やさしい竜の殺し方（アーカンジェル）
- 山田太郎ものがたり 第1 - 4章（山田太郎）
- 吉永さん家のガーゴイル ドラマCD ガーくんドキドキ三本勝負（怪盗百色）
- よろず屋東海道本舗 I・II（駿河香）
- レイスイーパー（天海真貴）
- WILD ADAPTER（小宮信夫）

#### BLCD
- 愛かもしれない 山田ユギバンブーセレクションCDII（西萩）
- 愛していると言ってくれ。（信夫悠二）
- 愛だけ★足りない（日野一樹）
- あいつに夢中〜無敵な僕ら番外編〜
- 愛は薔薇色のキス（麗一）
- アクアマリンバタフライ（ゼノ・ゼクスワーズ）
- あなたと恋におちたい（外村慎司）
- 甘い口づけ（花邑史世）
- 有栖川家の花嫁（工藤信也）
- ANSWER（井川悠紀夫）
  - ANSWER 2 Suggestion（井川悠紀夫）
- 苺王子 1・2（佐藤一）
- 院内感染（八木朋也）
- WEED（若宮勝志）
- 美しいひと（小谷栄樹）
- エゴイスト・プリンス（リヒト）
- YEBISUセレブリティーズ（益永和実）
- おい！田中くん十番勝負〜みんなケダモノ☆今宵私を狂わせて〜（川原俊彦）
- 王子さまLV1シリーズ（セレスト・アーヴィング）
  - 王子さまLV1
  - 王子さまLV1 BL盤 スパイメモをチェックせよ
  - 王子さまLV1.5 BLUE DISC
  - 王子さまLV1.5 GREEN DISC
  - 王子さまLV2
- お義兄様が世界で1番っ♥（三沢悠斗）
- オヤジ拾いました（壬生龍之介）
- 過激シリーズ（ゼン）
  - 過激に独占欲
  - 過激にI LOVE YOU
  - 過激に天国
- カラーレシピ1・2（鬼原)
- 可愛気。（中野旬次）
- きみが恋に堕ちるシリーズ（望月春）
  - きみが恋に堕ちる X'masバージョン ※全員サービスドラマCD
- キミに飼われたい!（杉浦春彦）
  - キミに可愛がられたい!（杉浦春彦）
- 吸血鬼と愉快な仲間たち（柳川）
- 禁断の甘い果実
- くされ縁の法則 シリーズ（鷹司慎吾）
  - トライアングル・ラブ・バトル〜くされ縁の法則〜
  - 熱情のバランス〜くされ縁の法則2〜
  - 独占欲のスタンス〜くされ縁の法則3〜
  - 激震のタービュランス〜くされ縁の法則4〜
  - 情動のメタモルフォーゼ〜くされ縁の法則5〜
  - 蒼眸のインパルス〜くされ縁の法則6〜
- 黒の騎士（ジーク）
- 小悪魔のサンクチュアリ（星野彬良）
- 恋が始まるケモノ耳（上田芳幸）
- 豪華客船で恋は始まる2 （ヘルシング）
- 凍る灼熱 1・2（広瀬克実）
  - 紳士協定〜氷る灼熱シリーズ〜
- 極・愛（真木洋平）
  - 極・艶 GOKU・EN（真木洋平）
- ご主人様はヤバイ奴 1・2（高村怜）
- この罪深き夜に（清澗寺国貴）
- 最凶の恋人（朝木遙）
- 支配する指先（白石朋貴）
- 純情エゴイスト（津森）※録り下ろしCD
- 小児科病棟のキケンな夜 （沢村トオル）
- 神官 シリーズ（冴紗）
  - 神官は王に愛される
  - 神官は王を狂わせる
  - 神官は王を恋慕う
- スウィートルームに愛の蜜（佐野）
- 好きなものは好きだからしょうがない!! シリーズ（本城祭）
- 是 -ZE- シリーズ（阿沙利）
  - 是 -ZE-
  - 是 -ZE- 2 玄間篇
  - 是 -ZE- 4
- 生徒会長に忠告 2（雛森）
- 抱きしめても怒りませんか?（国広祐吏）
- 挑発トラップ（篠原冬弥）
- 電光石火BOYS（喜多見）
- 東京ディープナイト（太刀花葵）
- 同細胞生物。
- 殴る白衣の天使（如月侑那）
- 花嫁を手に入れろ!!〜南の島プロポーズ大作戦〜（春名椿）
- 花嫁はいじっぱり〜王子様のプロポーズ大作戦〜（春名椿）
- 花嫁にくびったけ〜王子様の変身大作戦〜（春名椿）
- パパと♥ シリーズ（日野一樹）
  - パパと♥KISS IN THE DARK
  - パパと♥LOVING ALL NIGHT
  - パパと♥DEEP IN THE FOREST
  - パパと♥UNDER THE MOONLIGHT
  - パパと♥LOVE TRIAL
- 薔薇ノ木ニ薔薇ノ花咲ク　シリーズ（日向要）
  - 薔薇ノ木ニ薔薇ノ花咲ク 〜水川抱月ノ事件簿〜
  - 薔薇ノ木ニ薔薇ノ花咲ク ファンディスクDX版付属ドラマCD「よびごえ」
  - 薔薇ノ木ニ薔薇ノ花咲ク PSP予約特典ドラマCD「なべて世は事もなし」
  - 薔薇ノ木ニ薔薇ノ花咲ク PSP豪華版付属ドラマCD「epilogue」
- ビッグガンを持つ男〜朝な夕なに乱されて（高柳昌樹）
  - ビッグガンを持つ男〜薔薇の鎖で縛めて〜（高柳昌樹）
- ひと目会ったら恋に花（幸村匡樹）
- 美貌の誘惑（伊勢原響）
- 百日の薔薇（タキ・レイゼン）
- ファミリー・バイブル（逸木典章）
- プリーズ・ミスター・ポリスマン!（橘行弘）
- フロムイエスタデイ（朱音流一）
- 僕の知るあなたの話（西島尚）
- まなざしのレジスタンス（青木裕真）
- まほデミー週番日誌 魔法学園♥月光プリズン（ルクレツィア・マリア・ボルジア）
- 水の記憶（如月東栄）
- 右手にメス、左手に花束 （楢崎千里）
  - 5その手に夢、この胸に光
  - 6頬にそよ風、髪に木漏れ日
- ミス・キャスト シリーズ（田代浩志）
- ミッシング・ロード〜世界を超えて君を呼ぶ〜（ギヨーム・モノ・カステラン）
- 迷彩天国（室見公明）
- 優しくて棘がある シリーズ（神宮司雅臣）
  - 優しくて棘がある
  - 優しくて棘があるMELLOW〜眠れぬ夜は狂おしく〜
  - 優しくて棘があるDANGER〜愛はすべてを奪い合う〜
- やっぱり君を好きになる（松川光）
- 野蛮なロマンチシスト（芦屋冬海）
- ラブ&トラスト（坂東核）
- 竜の遺言（浅葱）
- 恋愛至難!（秦野亮）
- 恋愛のスキル （吉田）
- 恋愛服務規定（室見公明）
- ワガママ王子 シリーズ（高田冴樹）
  - ワガママ王子 1 ワガママ王子にご用心!
  - ワガママ王子 2 ワガママ王子に危険なキス
  - ワガママ王子 3 ワガママ王子に甘い罠
- ワガママだけど愛しくて シリーズ（秋吉一史）
  - ワガママだけど愛しくて 2
  - ワガママだけど愛しくて 3
- わりとよくある男子校的恋愛事情（七瀬晃一）
- 我らの水はどこにある（阿部至）
- ワンコ系部下のしつけ方（後藤一樹）

#### ラジオ・朗読CD
- 愛のポエム付言葉攻めCD Vol.5 LOVERSII〜優しさについて熟考する〜 福山潤VS千葉進歩
- 月刊男前図鑑 年上編 黒盤
- セイント・ビースト DJCD Chat.3 〜ケダモノたちの井戸端会議〜
- DJCD 07-GHOST the world vol.1 - 3
- DJCD「戦場のヴァルキュリア」GBS第7小隊分局
- honeybee 羊でおやすみシリーズ Vol.18 「明日はもっと輝く君になるように」
- モモっとトーク ダイジェストCD1 モモっとトーク・ドキドキCD
- モモっとトーク CDシリーズ モモっとトーク・スペシャルCD1
- おじさまファクトリーVol.3 〜呉服屋 たちばな〜

#### 音楽CD
- アニメ 神風怪盗ジャンヌ イメージアルバム
  - 「Get it! Only you」：（Vo.シンドバッド）
  - 「それぞれの未来」：（Vo.シンドバッド、水無月大和〈高橋直純〉）
- 仙界伝封神演義 歌宴
  - 「夜明けへの扉」：（Vo.楊戩）
- 仙界伝封神演義 歌宴II
  - 「蒼き光へ（静寂の編）」：（Vo.楊戩）
  - 「終わりのない旅」：（Vo.楊戩）
  - 「WILL（仙界編）」：（Vo.楊戩、太公望〈結城比呂〉、黄天化〈山岸功〉）
  - 「陽のあたる場所」：（Vo.楊戩、太公望〈結城比呂〉、黄天化〈山岸功〉、ナタク〈宮田幸季〉、雷震子〈松本梨香〉）
- クロノクルセイド CHRNO CRUSADE museum
  - 「Castle In The Air」：（Vo.クロノ、ヨシュア・クリストファ〈保志総一朗〉）
- デジモンテイマーズ クリスマスイリュージョン
  - 「Black X’mas 〜山木のテーマ〜」：（Vo.山木 満雄）
- SONG ALBUM 好きなものは好きだからしょうがない!!-HEAVENLY BREATH-
  - 「恋でオーライ!」：（Vo.本城祭、クリス〈結城比呂〉、佐倉広夢〈阪口大助〉）
- 好きなものは好きだからしょうがない!! ヴォーカルシリーズ target.3 本城祭
  - 「オナジオモイ」：（Vo.本城祭）
- ヒカルの碁 キャラクターソングシングル「紅の月」
  - 「紅の月」：（Vo.藤原佐為）
- Super Stylish Doctors Songs 2 ヴォーカルアルバム「Ten Supplements」
  - 「風を起こそう!」：（Vo.日下真一郎、KERO☆YUKI〈福山潤〉）
- Super Stylish Doctors Songs 3 ヴォーカルアルバム「eight beating」
  - 「Save your smile」：（Vo.日下真一郎、ミヒャエル・シューマイヤー〈森川智之〉）
- Saint Beast Others Coupling CD Series "Others" #1 ユリウス×オーディン
  - 「聖地の白い羽」：（Vo.オーディン）
- プティフール キャラクターソングシリーズ Vol.1 真田和樹&シャルル栗林
  - 「muse 〜僕の女神様」：（Vo.シャルル栗林）
  - 「熱血癒し系」：（Vo.シャルル栗林、真田和樹〈鈴木達央〉）
- ウルトラマニアック キャラクターソング&BGM集「Magical Songs」
  - 「そよ風のように」：（Vo.辻合宏基）
- OVA「パパとKISS IN THE DARK」キャラクターソングアルバム
  - 「さようなら」
- ときめきメモリアルGirl's side 3rd story キャラクターソング＆エクストラサウンドトラック
  - 「明日も、君と。」：（Vo.紺野玉緒）
- ROSE GARDEN（QuinRoseMIX．オリジナルイメージトラック）
  - 「ゆかし ひとひら」（Vo.日向 要）
PSP版「薔薇ノ木ニ薔薇ノ花咲ク」OP曲
- QuinRose Best〜ボーカル曲集・2009-2012 I〜
  - 「ゆかし ひとひら」（Vo.日向 要）

### その他コンテンツ
- おはコロシアム（したじきくんの声）
- Counter-Strike NEO -WHITE MEMORIES-（フラッシュノベル：ウマル役）
- New Space Order（フラッシュノベル -Link of Life-：アレクセイ・マイヤー役）
- バンダイ Voice I-doll ちびボイス 銀魂2「近藤勲」
- 真冬の流れ星（WITH YOUとして参加した楽曲）
- マンガみたいな!!ミラクル映像博覧会（テレビ朝日：2010年12月18日 - 不定期放送中、ボイスオーバー）
- ドラマ10（NHK総合、副音声解説）
- かな〜でぃあんファミリーズ(「花澤香菜 live 2014 “25”」グッズ、USBメモリ形式オーディオドラマ収録：かなへび役)